# Osvaldo Dragún

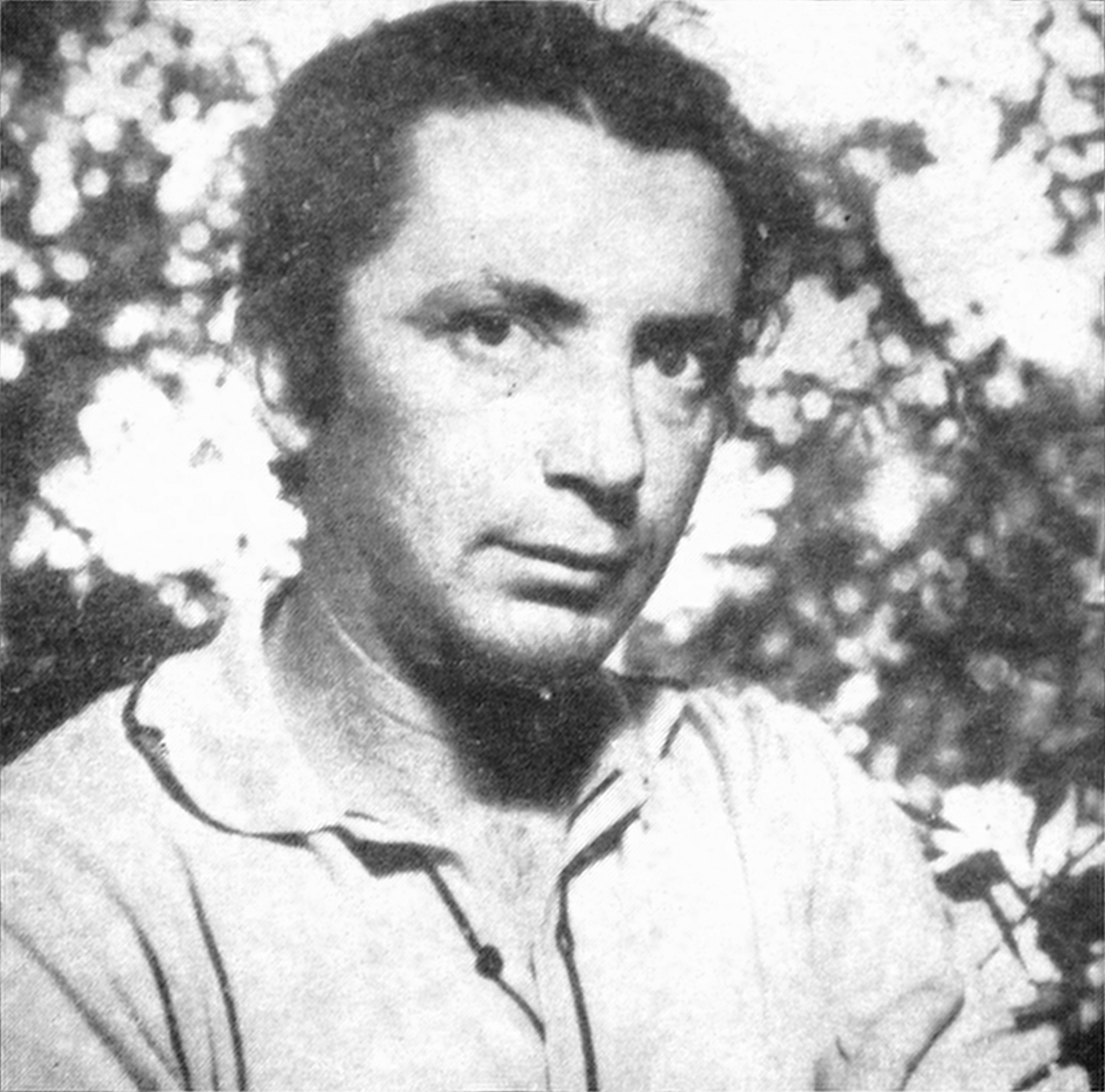
Osvaldo Dragún

Osvaldo Dragún (* 7. Mai 1929 in Colonia Berro der Provinz Entre Ríos; † 14. Juni 1999 in Buenos Aires) war ein argentinischer Dramatiker.

## Leben
Zunächst studierte Dragún in Buenos Aires Jura, bricht dieses Studium jedoch ab, um sich ganz dem Theater zu widmen. Von 1961 bis 1963 Direktor des Dramatikerseminars von Havanna ist er später Initiator und Motor der Theaterbewegung Teatro Abierto und leitet schließlich in Cuba die Taller Internacional de Teatro de América Latina y el Caribe. Er hat zahlreiche Drehbücher für das argentinische und spanische Fernsehen verfasst, seine Stücke sind sowohl im amerikanischen Sprachraum wie auch in Europa und Russland verbreitet.
Ein bekanntes Stück von Dragún ist La Historia del hombre que se convirtió en perro über einen Mann, der sich auf eine Stellung als Wachhund bewirbt und dann literarisch tatsächlich zu einem wird, eine absurde Parabel über die lächerliche Bedeutung, die die Gesellschaft der Arbeitsstelle eines Menschen beimisst.

## Werke
- La peste viene de Melos (1956)
- Historias para ser contadas (1957), dt. Geschichten zum Erzählen
- Los de la mesa 10 (1957)
- Túpac-Amaru (1957)
- Desde el 80 (1958)
- El jardín del infierno (1959)
- Historia de mi esquina (1962)
- Y nos dijeron que éramos inmortales (1963)
- Milagro en el mercado viejo (1963)
- Amoretta (1964)
- Una mujer por encomienda (1966)
- Heroica de Buenos Aires (1966)
- El amasijo (1967)
- Des en la ciudad (1967)
- Un maldito domingo (1968)
- Historias con cárcel (1972)
- Pedrito el Grande (1973)
- Y por casa, cómo andamos ? (1979)
- Al violador (1981)
- Mi obelisco y yo (1981)
- Al vencedor (1982)
- Al perdedor (1982)
- Hoy se comen al flaco (1983)
- Hijo del terremoto (1986)
- Mi abuelo y yo (1987)
- Arriba, corazón! (1987)[1]
- Volver a la Habana (1990)
- El profesor visitante (1992)